# Códice Bruce
O Códice Bruce (também chamado de Codex Brucianus) é um manuscrito gnóstico de propriedade do Museu Britânico. Em 1769, James Bruce (Lorde James Bruce of Kinnaird) adquiriu o códice no Alto Egito por volta de 1769. Ele foi transferido para o museu juntamente com outros textos orientais em 1842 e reside atualmente na Biblioteca Bodleiana (Bruce 96) desde 1848.

## Conteúdo

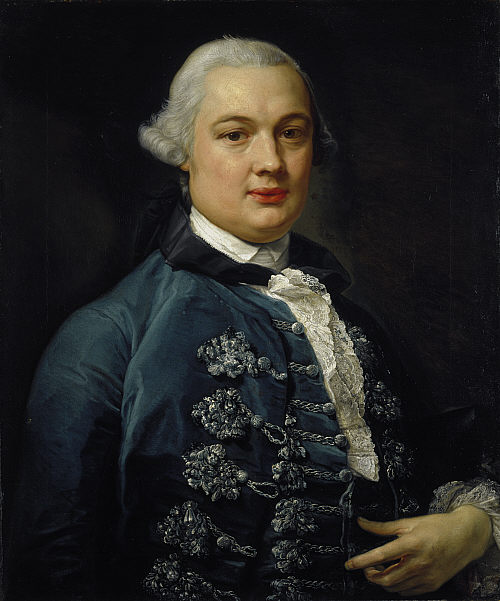
James Bruce, primeiro proprietário do Códice Bruce

O Códice de Bruce estava encadernado numa ordem aleatória quando estava no Museu Britânico, com algumas páginas de ponta-cabeça, pois ninguém envolvido entendia cóptico. Ele foi editado em 1893 por Carl Schmidt, que também o traduziu para o alemão. Desde então, ele foi reencadernado numa ordem determinada por ele[a] .
Schmidt encontrou dois textos no códice, ambos gnósticos, e concluiu que o primeiro (em dois livros) era idêntico aos Livros de Jeu mencionados em Pistis Sophia; o segundo não tinha nenhum título. Ele associou dois pequenos fragmentos (um hino e uma passagem em prosa sobre o progresso da alma através dos "Arcontes do Meio") com o Segundo livro de Jeu, que está incompleto .